# 新桥镇 (江阴市)
新桥镇，是中华人民共和国江苏省无锡市江阴市下辖的一个乡镇级行政单位。2019年中国百强乡镇第47名。

## 行政区划
新桥镇下辖以下地区：
镇中社区、绿园社区、康定社区、黄河社区、郁桥村、圩里村、黄河村、新桥村、雷下村、六保村、马嘶村、何巷村、苏墅村和苏圩村。